# HD 206893
Désignations
HD 206893 est un système multiple constituée d'au moins une étoile et deux naines brunes.

## Structure et membres

### HD 206893 A, l'étoile
HD 206893 A est une étoile jaune-blanc de la séquence principale de type spectral F5V.

### La naine brune intermédiaire
Les données de vitesses radiales de l'étoile HD 206893 montrent une dérive qui ne peut pas correspondre à l'effet de la naine brune externe HD 206893 B (voir ci-dessous). Cette dérive indique donc la présence d'un deuxième compagnon, pas encore directement observé, qui aurait une masse d'environ 15 masses joviennes et une période orbitale comprise entre 1,6 et 4 ans, ce qui correspond à un demi-grand axe compris entre 1,4 et 2,6 unités astronomiques.

### HD 206893 B, la naine brune externe
HD 206893 B est une naine brune, compagnon de HD 206893 A, découverte en 2017 par une équipe menée par J. Milli (ESO, Santiago) grâce aux instruments SPHERE et NaCo. Cet objet se trouvait alors à une séparation angulaire de 270 millisecondes d'arc, ce qui correspond à une distance d'environ 10 unités astronomiques. Grâce à de nouvelles données acquises en 2016 avec SPHERE, une équipe menée par P. Delorme (IPAG, Grenoble) a pu déterminer sa période orbitale à environ 27 ans et estimer la masse de la naine brune à entre 12 et 50 fois la masse de Jupiter.
L'étoile a été réobservée avec SPHERE en 2017 et 2018 ainsi qu'en vitesses radiales avec HARPS entre 2016 et 2018 par une équipe menée par A. Grandjean (IPAG, Grenoble).
L'ajustement de l'ensemble des observations de SPHERE suggère une période orbitale comprise entre 21 et 33 ans pour une séparation d'environ 9 unités astronomiques.
Cette naine brune est probablement en orbite dans le plan équatorial de son étoile hôte.